# Logros de artistas en el Top 40
Los logros de los artistas en el Top 40 están comprendidos dentro los distintos trabajos de investigación y compilación del escritor estadounidense Joel Whitburn, basando los datos correspondientes al siguiente Top 40, en los charts de sencillos Best Sellers In Stores, Most Played By Jockeys, Most Played In Juke Boxes, Top 100, Billboard Hot 100 y Hot 100 Airplay en el período 1955 - 2009. El artista con más éxitos en el Top 40 es Elvis Presley con 114 éxitos seguido por Elton John con 58 y The Beatles con 52 en el segundo y tercer lugar respectivamente.

## Top 40
| Posición | Artista                 | Número de éxitos |
| -------- | ----------------------- | ---------------- |
| 1        | Elvis Presley           | 114              |
| 2        | Elton John              | 58               |
| 3        | The Beatles             | 52               |
| 4        | Madonna                 | 49               |
| 5        | Steve Wonder            | 45               |
| 6        | Aretha Franklin         | 45               |
| 7        | James Brown             | 44               |
| 8        | The Rolling Stones      | 41               |
| 9        | Marvin Gaye             | 41               |
| 10       | Janet Jackson           | 39               |
| 11       | Mariah Carey            | 38               |
| 12       | Pat Boone               | 38               |
| 13       | Michael Jackson         | 38               |
| 14       | The Temptations         | 38               |
| 15       | Neil Dyamondi           | 38               |
| 16       | Paul McCartney          | 37               |
| 17       | Fats Domino             | 37               |
| 18       | R. Kelly                | 36               |
| 19       | Chicago                 | 35               |
| 20       | Ricky Nelson            | 35               |
| 21       | The Beach Boys          | 35               |
| 22       | Connie Francis          | 35               |
| 23       | Rod Stewart             | 34               |
| 24       | The Supremes            | 33               |
| 25       | Billy Joel              | 33               |
| 26       | Paul Anka / Ray Charles | 33               |